# Vladimír Forst
Vladimír Forst (ur. 13 lipca 1921 w Pradze, zm. 28 lipca 2010 we Vlašimiu) – czeski literaturoznawca. 
W latach 1949–1953 studiował język czeski, filozofię i językoznawstwo ogólne na uczelniach w Pradze i Budapeszcie. Przez kilka lat wykładał na Wydziale Filozoficznym Uniwersytetu Karola, a w 1962 roku został zatrudniony w Instytucie Literatury Czeskiej. 
Przyczynił się do opracowania dzieła słownikowego poświęconego dziejom literatury czeskiej – Lexikonu české literatury. Jako jeden z redaktorów naczelnych tej publikacji otrzymał w 2009 roku nagrodę Magnesia Litera za wkład w literaturę czeską. 